# 松本良夫
松本 良夫（まつもと よしお、1935年9月26日 - ）、日本の社会学者・教育学者。専門は教育社会学・犯罪社会学・社会病理学。東京学芸大学名誉教授。日本犯罪社会学会名誉会員。

## 人物
既存の手法に飽き足らず、常に新たな手法を探求。特定コーホートの履歴を追跡し、出身階層・教育歴と少年時における非行発生の関連を解明した。また、記述式アンケート（「作文アンケート」）を考案し、人々の「学校体験」・教員の「教職体験」の実相を明らかにした。美術館巡り・マリリン・モンロー研究など趣味も多彩。

## 経歴
- 1935年　東京生まれ。
- 1954年　東京都立新宿高等学校　卒業。
- 1959年　東京学芸大学初等教育学科（社会選修）卒業。
- 1961年　東京大学教育学部教育学科（教育社会学コース）卒業。
- 1961年　東京大学学生部厚生課事務員（62年：事務官）。
- 1963年　科学警察研究所防犯少年部環境研究室技官。
- 1970年　大正大学文学部社会学科助教授。
- 1972年　東京学芸大学教育学部専任講師（74年：助教授、81年：教授）。
- 1997年　東京学芸大学附属高等学校校長（併任、97/98年度）。
- 1999年　東京学芸大学定年退官（名誉教授）。
- 1999年　武蔵野女子大学現代社会学部現代社会学科教授（2006年：定年退職）。

## 社会的活動
- 東京都青少年問題協議会委員
- 小金井市青少年問題協議会委員 他

## 著書
- 『図説・非行問題の社会学』　1984年　光生館
- 『マリリン・モンロー大研究』（まつもとよしお　名義）2002年　文芸社

## 編著
- 『作文アンケート／学校体験』（1986年、有信堂）
- 『作文アンケート／教職体験』（1987年、有信堂）

## 共編著
- 『非行少年の心理』（安香宏/瓜生武/中里至正他）（1979年、光文社）
- 『学校を問い直す』（天野郁夫/松本良夫編　清水義弘監修『日本の教育を考える』第3巻）（1985年、有信堂）
- 『学校社会学』（麻生誠/小林文人/松本良夫編）（1990年、学文社）
- 『教科外指導の課題』（麻生誠/松本良夫/秦政春編）（1992年、学文社）
- 『逆風の中の教師たち』（松本良夫/河上婦志子編）（1995年、東洋館）

ほかに『青少年問題』誌への寄稿多数。特に
- 「**年の青少年問題（年間回顧）」：1992年～2000年分まで9回担当、
- 「小説・ドラマに描かれた十代」（松本良夫・渡部真・布村育子）2004年4月号より34回連載）